# Fidone di Atene
Fidone (in greco antico: Φείδων?, Pheídōn; Atene, V secolo a.C. – ...) è stato un membro dei trenta tiranni di Atene (Senofonte, Elleniche, II, 3, 2).

## Biografia
Fu uno strenuo oppositore di Crizia e della sua parte politica. Dopo la battaglia di Munichia, fu inserito nel consiglio dei dieci nella speranza di trovare nella sua figura un valido mezzo di mediazione con gli esuli ateniesi rifugiati al Pireo. Fidone probabilmente non accettò la richiesta, ma andò a Sparta per chiedere un aiuto contro la parte popolare (Senofonte, II, 4).